# Полковник Шабер
«Полко́вник Шабе́р» (фр. Le Colonel Chabert) — короткий роман (повесть) Оноре де Бальзака из цикла «Человеческая комедия». Увидел свет в 1832 году.

## Сюжет
Полковник Шабер, герой наполеоновской армии, пропал без вести при Прейсиш-Эйлау. После 10-летнего отсутствия сильно постаревший полковник возвращается в Париж времён Реставрации. Всё его имущество перешло к жене, которая, считая себя вдовой, вновь вышла замуж. Шабер пытается вернуться к прежней жизни, встречается с женой, но та оказывается вполне довольна нынешним положением вещей и отказывается признать в Шабере своего мужа. Считая ниже своего достоинства прибегать к помощи судейских крючкотворов и добиваться восстановления своих прав, полковник оканчивает жизнь в нищете.

## Экранизации
Неоднократно экранизировался:
- «Полковник Шабер» — французский фильм 1911 года, реж. Андре Кальметт и Анри Пукталь.
- «Полковник Шабер» — итальянский фильм 1920 года, реж. Кармине Галлоне.
- «Полковник Шабер» — французский фильм 1943 года, реж. Рене Ле Энафф, в роли Шабера Раймю.
- «Полковник Шабер» — бельгийский телефильм 1961 года, реж. Тоне Брулин.
- «Полковник Шабер» — советский телефильм 1978 года, реж. Ирина Сорокина, в роли Шабера Владислав Стржельчик.
- «Полковник Шабер» — французский фильм 1994 года, реж. Ив Анжело, в роли Шабера Жерар Депардьё.

## В России
Несколько раз переводился в России:
- Граф Шабер (Бальзака).-- "Телескоп", 1833, ч. 14, No 5, с. 24--60; No 6, с. 165--183; No 7, с. 287-323.
- Граф Шабер. Повесть.-- В кн.: Сорок одна повесть лучших иностр. писателей. Изд. Н. Надеждиным. Ч. 2. М., 1836, с. 65--202.
- Полюбовная сделка. (Посвящ. А. Д. Илличевскому). Пер. Н. Ш[игаева].-- "Сын отечества", 1833, ч. 160, с. 97--141; с. 197--225. Автор не указан; Полюбовная сделка. Пер. Н. Ш[игаева]. СПб., тип. Н. Греча, 1833. 72 с.; Полюбовная сделка.-- В кн.: Рассказы и повести. Пер. Н. Ш[игае- ва]. Ч. 3. СПб., 1835, с. 1-133.
- Полковник Шабер. Рассказ. Пер. Д. В. Аверкиева.-- "Вести, иностр. литературы", 1891, No 12, с. 219--286;  Полковник Шабер. Пер. Д. В. Аверкиева.-- В кн.: Бальзак О. Собр. соч. В 20-ти т. T. 1. СПб., 1898, с. 223-279.
- Полковник Шабер. Пер. Е. В. Штейн.-- В кн.: Бальзак О. Рассказы. T. 1. СПб., 1894, с. 23-107.
- Полковник Шабэр. Пер. И. Б. Мандельштама. Л., "Сеятель", [1925]. 36 с. (Общедоступ. б-ка "Сеятель". Отд. худож. литературы. No 54-- 55).
- Полковник Шабер. Пер. К. Г. Локса.-- В кн.: Бальзак О. Собр. соч. Под общ. ред. А. В. Луначарского и Е. Ф. Корша. T. 1. М.-Л., 1933, с. 168-224;    Полковник Шабер. Пер. К. Локса. [Предисл. и примеч. Б. Г. Реизова]. Л., Гослитиздат, 1935. 95 с. (Б-ка начинающего читателя).
- Полковник Шабер. Пер. К. Г. Локса. [Ред. Д. Гачев].-- В кн.: Бальзак О. де. Новеллы. М., 1935, с. 157--238.
- Полковник Шабэр. Пер. под ред. Б. А. Грифцова.-- В кн.: Бальзак О. дс. Новеллы и рассказы. T. 1. М.-Л., 1937, с. 307--401.
- Полковник Шабер. Пер. Н. Жарковой.-- В кн.: Бальзак О. де. Избранные произведения. М., 1949, с. 173--202; то же. 1950.
- Полковник Шабер. Пер. II. Жарковой. Под ред. А. С. Кулишер.-- В кн.: Бальзак О. Избранные сочинения. Л., 1949, с. 430--481; то же. 1951, с. 499-566.
- Полковник Шабер. Пер. Н. Жарковой. [Ред. С. Емельяников].-- В кн.: Бальзак О. Рассказы. М., 1950, с. 67--132.
- Полковник Шабер. Пер Н. Жарковой.-- В кн.: Бальзак О. Собр. соч. В 15-ти т. Т. 3. Человеческая комедия. Сцены частной жизни. [Пер. под ред. В. Дынник]. М., 1952, с. 315--381.
- Полковник Шабер. Пер. H. М. Жарковой.-- В кн.: Бальзак О. Рассказы. М., 1953, с. 100--167. (Массовая серия).
- Полковник Шабер. Пер. Н. Жарковой.-- В кн.: Избранные французские рассказы. М.-Л., 1953, с. 53--119. (Школьная б-ка).
- Полковник Шабер. Пер. Н. Жарковой. [Под ред. О. Лозовецкого].-- В кн.: Бальзак О. де. Повести и рассказы. В 2-х т. T. 1. М., 1959, с. 200-266.
- Полковник Шабер. Пер. II. Жарковой.-- В кн.: Бальзак О. Собр. соч. В 24-х т. Т. 2. Человеческая комедия. Этюды о нравах. Сцены частной жизни. [Ред. М. II. Черневич]. М., 1960, с. 26--94.

  Инсценировка
- Полковник Шабер. Пьеса В. Павлова в 4-х д., 8 карт. По мотивам одноименной повести О. де Бальзака. М., ВУОАП, 1956. 95 с.